# Günter Zahn

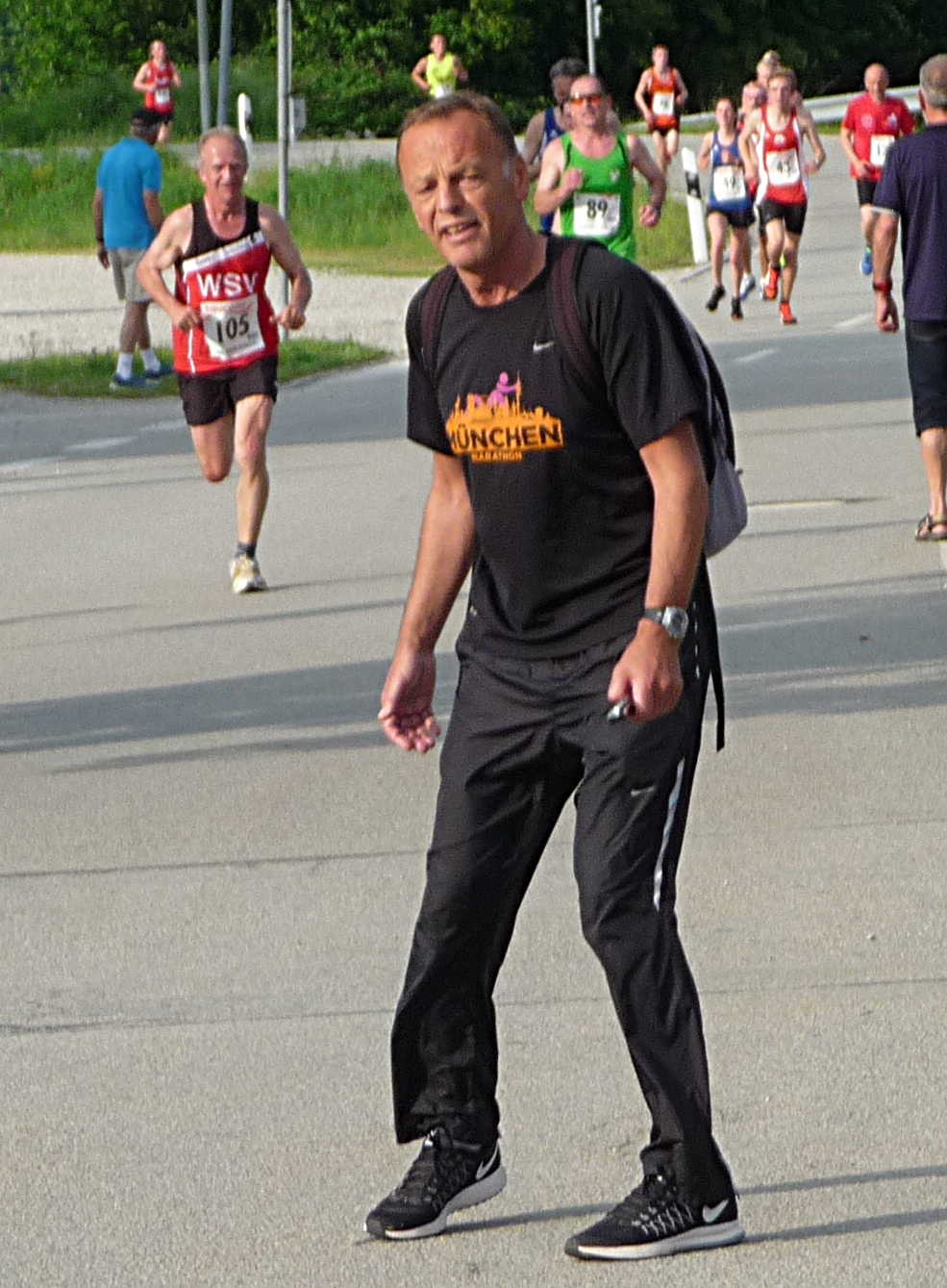
Günter Zahn als Trainer (2016)

Günter Zahn (* 23. März 1954 in Obernzell) ist ein ehemaliger deutscher Leichtathlet.

## Werdegang
Der Langstreckenläufer wurde 1972 in Bielefeld Deutscher Jugendmeister im 1500-Meter-Lauf mit einer Zeit von 3:59,6 min für seinen damaligen Verein 1. FC Passau. Bei den Olympischen Sommerspielen 1972 in München war er der Schlussläufer des Fackellaufs und entzündete im Olympiastadion das olympische Feuer. Nachdem das Organisationskomitee bekanntgegeben hatte, dass der erst 18-Jährige diese Aufgabe erhielt, konkurrierten die Sportausstatter Adidas und Puma um die Ausstatterrechte. Adidas verwies darauf, dass Zahn, der im Winter zuvor die Schuhmarke zu Brütting getauscht hatte, laut einem Vertrag mit dem DLV in der Saison 1972 nicht noch einmal wechseln dürfe. Das Ergebnis war, dass Günter Zahn in München mit weißen Brütting-Schuhen ohne jedes Firmenzeichen lief.
Für den LAC Quelle Fürth war Zahn auf allen Strecken zwischen 1500 Meter und dem Marathonlauf ein erfolgreicher Starter. Seine Karriere begann er allerdings 1970 beim 1. FC Passau, ehe er im Jahre 1974 zum LAC Quelle Fürth wechselte. Auf der Mittelstrecke wurde der spätere Polizeibeamte von 1976 bis 1978 deutscher Meister im Crosslauf. Außerdem nahm er an vier Crosslauf-Weltmeisterschaften (in Chepstow, Düsseldorf, Glasgow und Madrid) teil und ging bei elf Länderkämpfen für die Bundesrepublik Deutschland an den Start. Insgesamt holte er 23 deutsche Meistertitel vom Jugend- bis Seniorenbereich und erzielte folgende Bestzeiten: 
- 3000 m: 8:04,7 min, 30. Juli 1975, Bad Aibling
  - Halle: 7:58,0 min, 7. Februar 1976, Dortmund
- 5000 m: 13:54,4 min, 28. Juni 1980, Schweinfurt
- 10.000 m: 28:46,60 min, 27. August 1980, Koblenz
- Marathon: 2:15:29 h, 23. Oktober 1983 New York City

Zahn war bis Mitte der 1980er Jahre aktiv. Nach seiner aktiven Laufbahn war er ein erfolgreicher Trainer bei der LG Passau.